# Asociación de Lucha por la Identidad Travesti–Transexual
La Asociación de Lucha por la Identidad Travesti-Transexual (ALITT) es una organización de Argentina fundada en 1994 que reúne a las personas travestis, transexuales y transgénero, y en general a las personas trans con sus diferentes autodenominaciones y percepciones. Fue una de las organizaciones que fundaron el Frente por la Ley de Identidad de Género.

## Historia
La Asociación de Lucha por la Identidad Travesti-Transexual fue fundada en 1994 por un grupo de mujeres travestis y transexuales, lideradas por Lohana Berkins que fue su presidenta. Desde su fundación fue una de las organizaciones organizadoras de la Marcha del Orgullo.
La ALITT tuvo un rol destacado en los primeros relevamientos que se realizaron en el país sobre la situación de las travestis, transexuales y transgéneros. En 1999 realizó un «Informe preliminar sobre la situación de las travestis en la Ciudad de Buenos Aires» junto a la Defensoría del Pueblo de la Ciudad de Buenos Aires. En 2005 realizó un nuevo informe sobre la situación de la comunidad travesti de Argentina titulada «La gesta del nombre propio». En 2007 realizó un tercer Informe nacional sobre la situación de las travestis, transexuales y transgéneros, titulada «Cumbia, copeteo y lágrimas».
En 2006 obtuvo la personería jurídica luego de un duro enfrentamiento con las autoridades administrativas y el Poder Judicial que sostuvieron que la asociación de las personas trans no era «útil para el desarrollo social de la comunidad». Apelando hasta las últimas instancias, la Corte Suprema, luego de tres años de tramitaciones legales, revocó la decisión administrativa y las sentencias judiciales, cuestionando severamente a los jueces de la Cámara que rechazaron el pedido de personería por la ALITT:

...aquel juicio de valor de naturaleza perfeccionista y autoritario efectuado por la cámara con respecto a los propósitos estatutarios, al atribuir al Estado una suerte de omnipotencia y hegemonía en la consecución del bien común que, en rigor, sólo permitiría otorgar la autorización estatal a entidades con fines filantrópicos o científicos, a la par que haría retroceder al estado imperante a principios del siglo veinte cuando el Poder Ejecutivo denegaba autorizaciones a asociaciones sindicales o mutualistas por tener en mira sólo el interés de sus integrantes ha ignorado el mandato primero que los jueces argentinos reciben de la Constitución que juran cumplir, de asegurar el goce y pleno ejercicio de las garantías superiores para la efectiva vigencia del estado de derecho.
Sentencia

La sentencia «representó un momento bisagra en el modo de regular el travestismo, la transexualidad y la transgeneridad por el Estado Argentino», y constituyó un antecedente de primera importancia para sancionar seis años después la Ley de Identidad de Género.
En 2010 ALITT fue una de las organizaciones LGBT+ que constituyeron el Frente Nacional por la Ley de Identidad de Género (FNLIG) con la consigna «Ley de identidad de Género ¡Ya!». El 11 de noviembre, el Frente presentó su proyecto de ley al Congreso. El proyecto, junto con el presentado por la FALGBT, tuvo un fuerte apoyo político y el 18 de agosto de 2011 las comisiones de la Cámara de Diputados comenzaron a tratar los cuatro proyectos presentados, alcanzando el 8 de noviembre un dictamen de mayoría. El 30 de noviembre, última día de sesión del año, el fue aprobado por el pleno de la Cámara de Diputados, por 168 votos a favor, 17 en contra y 6 abstenciones. Al año siguiente, apenas una semana después de reiniciado el trabajo parlamentario, fue tratado por la Cámara de Senadores que aprobó la ley con 55 votos a favor, una abstención y ningún voto en contra. La ley llevó el número 26.743, contempló las exigencia de los movimientos LGBT+ y fue promulgada por la presidenta Cristina Fernández de Kirchner sin vetos parciales.
En 2014, ALITT fue una de las organizaciones que elaboraron y presentaron un proyecto de ley de resarcimiento económico a personas trans víctimas de violencia institucional.
En 2015 fue una de las organizaciones que solicitaron que el asesinato de Diana Sacayan se investigue como «travesticidio».
Hacia 2015, ALITT formuló el primer proyecto de ley de cupo trans, que fue aprobada como tal en la Provincia de Buenos Aires en 2015 y en 2021 por el Congreso Nacional con el N.º 27.636. En este último caso la ley llevó el nombre de sus primeras promotoras, Diana Sacayán y Lohana Berkins.
El 5 de febrero de 2016 falleció Lohana Berkins, fundadora, presidenta e inspiradora de ALITT. Desde entonces la asociación ha quedado paralizada.